# Тисовий яр
Ти́совий Яр — ботанічна пам'ятка природи загальнодержавного значення в Україні. Розташована у Сторожинецькому районі Чернівецької області, на південь від села Снячів і на захід від села Тисовець. 
Площа 10 га. Статус присвоєно згідно з Постановою Ради Міністрів УРСР від 30.03.1981 року № 145-Р. Перебуває у віданні ДП «Чернівецький лісгосп» (Кучурівське л-во, кв. 10, вид. 16, кв. 11, вид. 1). 
Має вигляд букового лісу на схилах крутого яру. У нижньому ярусі поодиноко та окремими групами зростає тис ягідний природного походження віком 60-80 років (окремі екземпляри до 500 років). У трав'яному покриві трапляються рідкісні підсніжник звичайний, шафран Гейфеля та білоцвіт весняний, занесені до Червоної книги України. 
«Тисовий Яр» є частиною Чернівецького регіонального парку.